# 黎錦炯
黎錦炯（1901年10月12日—1981年12月31日），字殿庸，又名黎亮，中国鐵路橋樑專家。

## 生平
黎1901年出生於湖南湘潭，排行第五，長兄為國學家黎錦熙，二兄為著名作曲家黎錦暉，兄弟八人有「黎氏八駿」之譽。
1921年入讀唐山交通大學鐵路及造橋工程系，1927年畢業後，任京奉鐵路見習工程師、工程師及主任工程師。三十年代，主持設計、建成中國北方第一座大型的鐵路大橋——灤河鐵橋。後於北京大學工學院擔任教授。1949年起，曾任鐵道部設計局局長，華北人民政府交通部副部長等職。1965年，完成西藏鐵路計畫書，然因文革爆發，未及施行。其後被定性為「黨內反動技術權威」、「走資派」，發放至寧夏勞改。1970年返回北京，續任鐵道部設計局局長。1981年病逝。